# Arno Havenga
Arno Havenga (Rotterdam, 14 november 1974) is een Nederlands waterpolospeler.
Havenga nam als waterpoloër tweemaal deel aan de Olympische Spelen, in 1996 en 2000. Hij eindigde met het Nederlands team op de tiende en elfde plaats. In de competitie speelde Havenga professioneel waterpolo voor ONN Nice. Hij veroverde meerdere landstitels. In Nederland speelde hij onder andere voor ZPB Barendrecht en GZC Donk uit Gouda.
Na zijn professionele waterpolocarrière werd Havenga teammanager bij het Nederlands damesteam. Hij nam als teammanager deel aan de Olympische Spelen 2008 in Peking, waar het Nederlandse damesteam de olympische titel veroverde. In november 2013 werd hij bondscoach van de Nederlandse damesploeg. Met het Nederlandse damesteam won hij zilver op het wereldkampioenschap van 2015 en goud op het Europees kampioenschap van 2018. In augustus 2021 trok hij zich terug als bondscoach.

## Palmares

### Als speler

#### Clubniveau

##### ZPB Barendrecht
- Nederlands kampioenschap waterpolo Heren: 1999

##### GZC Donk
- Nederlands kampioenschap waterpolo Heren: 2008, 2009, 2010
- KNZB Beker: 2008, 2009, 2010

#### Nederlands team
- 1995: 10e EK
- 1996: 10e Olympische Spelen van Atlanta (Verenigde Staten)
- 1997: 9e EK
- 1999: 12e EK Florence (Italië)
- 2000: 11e Olympische Spelen van Sydney (Australië)
- 2001: 10e EK Boedapest (Hongarije)
- 2001: 9e WK Fukuoka (Japan)
- 2003: 11e EK Kranj (Kroatië)
- 2006: 10e EK Belgrado (Servië)

#### Individuele Prijzen
- ManMeer! Allstarteam heren hoofdklasse: 2007, 2008, 2009
- Nederlands Waterpoloër van het jaar/ 'Ruud van Feggelen-Award' - 2008, 2009, 2010

### Als coach/ Teammanager

#### Nederlands team
- 2008: 5e EK Málaga (Spanje)
- 2008:  Olympische Spelen van Peking
- 2009: 5e WK Rome (Italië)
- 2010:  EK Zagreb (Kroatië)
- 2011: 7e WK Shanghai (China)
- 2012: 6e EK Eindhoven (Nederland)
- 2013: 7e WK Barcelona (Spanje)
- 2014:  EK Boedapest (Hongarije)
- 2015:  WK Kazan (Rusland)
- 2016:  EK Belgrado (Servië)
- 2017: 9e WK Boedapest (Hongarije)
- 2018:  EK Barcelona (Spanje)
- 2019: 7e Gwangju (Zuid-Korea)
- 2020: 4e EK Boedapest (Hongarije)
- 2021: 6e Olympische Spelen van Tokio

Arie van de Bunt · 
Gert de Groot · 
Arno Havenga · 
Koos Issard · 
Bas de Jong · 
Niels van der Kolk · 
Marco Kunz · 
Harry van der Meer · 
Hans Nieuwenburg · 
Joeri Stoffels · 
Eelco Uri · 
Wyco de Vries
Marco Booij · 
Bjørn Boom · 
Bobbie Brebde · 
Matthijs de Bruijn · 
Arie van de Bunt · 
Arno Havenga · 
Bas de Jong · 
Harry van der Meer · 
Gerben Silvis · 
Kimmo Thomas · 
Eelco Uri · 
Niels Zuidweg
Iefke van Belkum · 
Gillian van den Berg · 
Daniëlle de Bruijn · 
Mieke Cabout · 
Rianne Guichelaar · 
Biurakn Hakhverdian · 
Marieke van den Ham · 
Noeki Klein · 
Simone Koot · 
Ilse van der Meijden · 
Meike de Nooy · 
Alette Sijbring · 
Yasemin Smit · 
Robin van Galen (bondscoach) · 
Arno Havenga (teammanager)